# 玉村町
玉村町（日语：／ Tamamura machi */?）是群馬縣南部，佐波郡西部的一町。